# Jörg Widmoser
Jörg Widmoser, auch Joerg Widmoser (* 8. September 1955 in München), ist ein österreichischer Komponist und Violinist des Modern Jazz, Rock, Pop, Crossover.  

## Leben und Wirken
Widmoser war als Geiger zunächst Autodidakt, studierte dann aber von 1975 bis 1980 am Mozarteum in Salzburg. Bei Aufenthalten in den USA jammte er mit Tony Williams, Bob Dorough und Joey DeFrancesco. Mit seiner Formation „Up“ nahm er das Album „Inside“ auf, das 1983 den Preis der deutschen Phono-Akademie erhielt. Im gleichen Jahr gründete er das „Modern String Quartet“, mit dem er in Europa, Afrika, Asien und den USA auftrat und 20 Alben vorlegte. Weiterhin arbeitete Widmoser im Duo mit Hajo Hoffmann und mit Chris Beier, Rainer Glas, Ingrid Jensen, Barbara Dennerlein, Klaus Doldinger, Charlie Mariano, Joe Haider, The Fiddlers Three (mit John Blake und Claude Williams), mit den Brandenburger Symphonikern und dem Kammerorchester Schloß Werneck, im „Münchner Violin Summit“ mit Mic Oechsner und Hannes Beckmann und bei Andreas Wiersichs Dracula-Projekt „Der Graf“. 2002 komponiert Widmoser zwei Werke für Sinfonieorchester und Jazztrio, die in Dresden uraufgeführt und auf CD aufgenommen wurden. 
Seit 2002 ist Widmoser Gründungsmitglied der Weltmusikgruppe Radio Europa, mit der er mehrere Alben veröffentlichte. Mit seinem Sohn Leander, der Schlagzeug spielt, nahm er das Album Like Standards (2021) auf, das für die Bestenliste (1. Quartal 2022) beim Preis der Deutschen Schallplattenkritik nominiert wurde.

## Auszeichnungen
- 1983: Erster Preis beim internationalen Jazzgeiger-Wettbewerb in Stettin
- 1986: Kulturpreisträger der Stadt München
- 2008: Kulturpreisträger der Stadt Nürnberg

## Lexigraphische Einträge
- Martin Kunzler: Jazz-Lexikon. Band 2: M–Z (= rororo-Sachbuch. Bd. 16513). 2. Auflage. Rowohlt, Reinbek bei Hamburg 2004, ISBN 3-499-16513-9.